# Argentina-Chile em futebol
Argentina-Chile em futebol refere-se ao confronto entre as seleções da Argentina e da Chile no futebol.

## Histórico
Histórico do confronto entre Argentina e Chile no futebol profissional, categoria masculino:
| Data                    | Cidade                         | Jogo              | Resultado      | Competição                                  |
| 27 de maio de 1910      | Buenos Aires Argentina         | Argentina - Chile | 3 - 1          | jogo amigável                               |
| 5 de junho de 1910      | Buenos Aires Argentina         | Argentina - Chile | 5 - 1          | jogo amigável                               |
| 11 de setembro de 1910  | Viña del Mar Chile             | Chile - Argentina | 0 - 3          | jogo amigável                               |
| 21 de setembro de 1913  | Viña del Mar Chile             | Chile - Argentina | 0 - 2          | jogo amigável                               |
| 6 de julho de 1916      | Buenos Aires Argentina         | Argentina - Chile | 6 - 1          | Copa América de 1916                        |
| 12 de julho de 1916     | Buenos Aires Argentina         | Argentina - Chile | 1 - 0          | jogo amigável                               |
| 6 de outubro de 1917    | Montevidéu Uruguai             | Argentina - Chile | 1 - 0          | Copa América de 1917                        |
| 21 de outubro de 1917   | Avellaneda Argentina           | Argentina - Chile | 1 - 1          | jogo amigável                               |
| 22 de maio de 1919      | Rio de Janeiro Brasil          | Argentina - Chile | 4 - 1          | Copa América de 1919                        |
| 20 de setembro de 1920  | Viña del Mar Chile             | Chile - Argentina | 1 - 1          | Copa América de 1920                        |
| 25 de setembro de 1921  | Viña del Mar Chile             | Chile - Argentina | 1 - 4          | jogo amigável                               |
| 18 de setembro de 1922  | Rio de Janeiro Brasil          | Argentina - Chile | 4 - 0          | Copa América de 1922                        |
| 6 de outubro de 1924    | Montevidéu Uruguai             | Argentina - Chile | 2 - 0          | Copa América de 1924                        |
| 31 de outubro de 1926   | Santiago Chile                 | Chile - Argentina | 1 - 1          | Copa América de 1926                        |
| 22 de julho de 1930     | Montevidéu Uruguai             | Argentina - Chile | 3 - 1          | Copa do Mundo de 1930                       |
| 6 de janeiro de 1935    | Lima Peru                      | Argentina - Chile | 4 - 1          | Copa América de 1935                        |
| 30 de dezembro de 1936  | Buenos Aires Argentina         | Argentina - Chile | 2 - 1          | Copa América de 1937                        |
| 2 de março de 1940      | San Martín Argentina           | Argentina - Chile | 4 - 1          | jogo amigável                               |
| 9 de março de 1940      | Buenos Aires Argentina         | Argentina - Chile | 3 - 2          | jogo amigável                               |
| 5 de janeiro de 1941    | Santiago Chile                 | Chile - Argentina | 1 - 2          | jogo amigável                               |
| 9 de janeiro de 1941    | Santiago Chile                 | Chile - Argentina | 2 - 5          | jogo amigável                               |
| 4 de março de 1941      | Santiago Chile                 | Chile - Argentina | 0 - 1          | Copa América de 1941                        |
| 31 de janeiro de 1942   | Montevidéu Uruguai             | Argentina - Chile | 0 - 0          | Copa América de 1942                        |
| 11 de fevereiro de 1945 | Santiago Chile                 | Chile - Argentina | 1 - 1          | Copa América de 1945                        |
| 26 de janeiro de 1946   | Buenos Aires Argentina         | Argentina - Chile | 3 - 1          | Copa América de 1946                        |
| 16 de dezembro de 1947  | Guayaquil Equador              | Argentina - Chile | 1 - 1          | Copa América de 1947                        |
| 30 de março de 1955     | Santiago Chile                 | Chile - Argentina | 0 - 1          | Copa América de 1955                        |
| 29 de janeiro de 1956   | Montevidéu Uruguai             | Argentina - Chile | 2 - 0          | Copa América de 1956                        |
| 11 de março de 1956     | Cidade do México México        | Argentina - Chile | 3 - 0          | jogo amigável                               |
| 28 de março de 1957     | Lima Peru                      | Argentina - Chile | 6 - 2          | Copa América de 1957                        |
| 15 de outubro de 1957   | Santiago Chile                 | Chile - Argentina | 0 - 2          | Eliminatórias para a Copa do Mundo de 1958  |
| 20 de outubro de 1957   | Buenos Aires Argentina         | Argentina - Chile | 4 - 0          | Eliminatórias para a Copa do Mundo de 1958  |
| 7 de março de 1959      | Buenos Aires Argentina         | Argentina - Chile | 6 - 1          | Copa América de 1959                        |
| 18 de novembro de 1959  | Santiago Chile                 | Chile - Argentina | 4 - 2          | jogo amigável                               |
| 7 de novembro de 1962   | Santiago Chile                 | Chile - Argentina | 1 - 1          | Copa Carlos Dittborn                        |
| 21 de novembro de 1962  | Buenos Aires Argentina         | Argentina - Chile | 1 - 0          | Copa Carlos Dittborn                        |
| 24 de setembro de 1964  | Buenos Aires Argentina         | Argentina - Chile | 5 - 0          | Copa Carlos Dittborn                        |
| 14 de outubro de 1964   | Santiago Chile                 | Chile - Argentina | 1 - 1          | Copa Carlos Dittborn                        |
| 14 de julho de 1965     | Buenos Aires Argentina         | Argentina - Chile | 1 - 0          | Copa Carlos Dittborn                        |
| 21 de julho de 1965     | Santiago Chile                 | Chile - Argentina | 1 - 1          | Copa Carlos Dittborn                        |
| 28 de janeiro de 1967   | Montevidéu Uruguai             | Argentina - Chile | 2 - 0          | Copa América de 1967                        |
| 15 de agosto de 1967    | Santiago Chile                 | Chile - Argentina | 1 - 0          | jogo amigável                               |
| 8 de novembro de 1967   | Santiago Chile                 | Chile - Argentina | 3 - 1          | jogo amigável                               |
| 27 de novembro de 1968  | Rosário Argentina              | Argentina - Chile | 4 - 0          | Copa Carlos Dittborn                        |
| 4 de dezembro de 1968   | Santiago Chile                 | Chile - Argentina | 2 - 1          | Copa Carlos Dittborn                        |
| 28 de maio de 1969      | Santiago Chile                 | Chile - Argentina | 1 - 1          | jogo amigável                               |
| 11 de junho de 1969     | La Plata Argentina             | Argentina - Chile | 2 - 1          | jogo amigável                               |
| 21 de julho de 1971     | Santiago Chile                 | Chile - Argentina | 2 - 2          | Copa Carlos Dittborn                        |
| 4 de agosto de 1971     | Buenos Aires Argentina         | Argentina - Chile | 1 - 0          | Copa Carlos Dittborn                        |
| 31 de maio de 1972      | Santiago Chile                 | Chile - Argentina | 3 - 4          | Copa Carlos Dittborn                        |
| 25 de setembro de 1972  | Buenos Aires Argentina         | Argentina - Chile | 2 - 0          | Copa Carlos Dittborn                        |
| 13 de julho de 1973     | Buenos Aires Argentina         | Argentina - Chile | 5 - 4          | Copa Carlos Dittborn                        |
| 18 de julho de 1973     | Santiago Chile                 | Chile - Argentina | 3 - 1          | Copa Carlos Dittborn                        |
| 6 de novembro de 1974   | Santiago Chile                 | Chile - Argentina | 0 - 2          | Copa Carlos Dittborn                        |
| 20 de novembro de 1974  | Buenos Aires Argentina         | Argentina - Chile | 1 - 1          | Copa Carlos Dittborn                        |
| 13 de outubro de 1976   | Buenos Aires Argentina         | Argentina - Chile | 2 - 0          | Copa Carlos Dittborn                        |
| 18 de setembro de 1980  | Mendoza Argentina              | Argentina - Chile | 2 - 2          | jogo amigável                               |
| 12 de maio de 1983      | Santiago Chile                 | Chile - Argentina | 2 - 2          | jogo amigável                               |
| 23 de junho de 1983     | Buenos Aires Argentina         | Argentina - Chile | 1 - 0          | jogo amigável                               |
| 14 de maio de 1985      | Buenos Aires Argentina         | Argentina - Chile | 2 - 0          | jogo amigável                               |
| 20 de abril de 1989     | Santiago Chile                 | Chile - Argentina | 1 - 1          | jogo amigável                               |
| 2 de julho de 1989      | Goiânia Brasil                 | Argentina - Chile | 1 - 0          | Copa América de 1989                        |
| 10 de julho de 1991     | Santiago Chile                 | Chile - Argentina | 0 - 1          | Copa América de 1991                        |
| 19 de julho de 1991     | Santiago Chile                 | Chile - Argentina | 0 - 0          | Copa América de 1991                        |
| 18 de maio de 1994      | Santiago Chile                 | Chile - Argentina | 3 - 3          | jogo amigável                               |
| 16 de novembro de 1994  | Santiago Chile                 | Chile - Argentina | 0 - 3          | jogo amigável                               |
| 11 de julho de 1995     | Paysandú Uruguai               | Argentina - Chile | 4 - 0          | Copa América de 1995                        |
| 15 de dezembro de 1996  | Buenos Aires Argentina         | Argentina - Chile | 1 - 1          | Eliminatórias para a Copa do Mundo de 1998  |
| 14 de junho de 1997     | Cochabamba Bolívia             | Argentina - Chile | 2 - 0          | Copa América de 1997                        |
| 10 de setembro de 1997  | Santiago Chile                 | Chile - Argentina | 1 - 2          | Eliminatórias para a Copa do Mundo de 1998  |
| 19 de maio de 1998      | Mendoza Argentina              | Argentina - Chile | 1 - 0          | jogo amigável                               |
| 29 de março de 2000     | Buenos Aires Argentina         | Argentina - Chile | 4 - 1          | Eliminatórias para a Copa do Mundo de 2002  |
| 15 de novembro de 2000  | Santiago Chile                 | Chile - Argentina | 0 - 2          | Eliminatórias para a Copa do Mundo de 2002  |
| 6 de setembro de 2003   | Buenos Aires Argentina         | Argentina - Chile | 2 - 2          | Eliminatórias para a Copa do Mundo de 2006  |
| 13 de outubro de 2004   | Santiago Chile                 | Chile - Argentina | 0 - 0          | Eliminatórias para a Copa do Mundo de 2006  |
| 18 de abril de 2007     | Mendoza Argentina              | Argentina - Chile | 0 - 0          | jogo amigável                               |
| 13 de outubro de 2007   | Buenos Aires Argentina         | Argentina - Chile | 2 - 0          | Eliminatórias da Copa do Mundo FIFA de 2010 |
| 15 de outubro de 2008   | Santiago Chile                 | Chile - Argentina | 1 - 0          | Eliminatórias da Copa do Mundo FIFA de 2010 |
| 7 de outubro de 2011    | Buenos Aires Argentina         | Argentina - Chile | 4 - 1          | Eliminatórias da Copa do Mundo FIFA de 2014 |
| 16 de outubro de 2012   | Santiago Chile                 | Chile - Argentina | 1 - 2          | Eliminatórias da Copa do Mundo FIFA de 2014 |
| 4 de julho de 2015      | Santiago Chile                 | Chile - Argentina | 0-0 (4-1 pen.) | Copa América de 2015                        |
| 24 de março de 2016     | Santiago Chile                 | Chile - Argentina | 1 - 2          | Eliminatórias da Copa do Mundo FIFA de 2018 |
| 26 de junho de 2016     | East Rutherford Estados Unidos | Chile - Argentina | 0-0 (4-2 pen)  | Copa América de 2016                        |
| 23 de março de 2017     | Buenos Aires Argentina         | Argentina - Chile | 1 - 0          | Eliminatórias da Copa do Mundo FIFA de 2018 |
| 6 de julho de 2019      | São Paulo Brasil               | Argentina - Chile | 2 - 1          | Copa América de 2019                        |
| 5 de setembro de 2019   | Los Angeles Estados Unidos     | Chile - Argentina | 0 - 0          | jogo amigável                               |
| 3 de Junho de 2021      | Santiago del Estero Argentina  | Argentina - Chile | 1 - 1          | Eliminatórias da Copa do Mundo FIFA de 2022 |
| 14 de Junho de 2021     | Rio de Janeiro Brasil          | Argentina - Chile | 1 - 1          | Copa América de 2021                        |

## Estatísticas
- Atualizado até 02 de Novembro de 2021 [6]

| Equipe    | Jogos | Vitórias | Empates | Gols marcados |
| --------- | ----- | -------- | ------- | ------------- |
| Argentina | 88    | 56       | 26      | 183           |
| Chile     | 88    | 6        | 26      | 71            |

### Números por competição
| Competição                         | Jogos | Vitórias da Argentina | Empates | Vitórias do Chile | Gols da Argentina | Gols do Chile |
| ---------------------------------- | ----- | --------------------- | ------- | ----------------- | ----------------- | ------------- |
| Jogo amigável                      | 26    | 16                    | 7       | 3                 | 57                | 28            |
| Copa América                       | 25    | 18                    | 7       | 0                 | 56                | 12            |
| Copa Carlos Dittborn               | 17    | 10                    | 5       | 2                 | 35                | 18            |
| Eliminatórias para a Copa do Mundo | 12    | 8                     | 3       | 1                 | 25                | 8             |
| Copa do Mundo                      | 1     | 1                     | 0       | 0                 | 3                 | 1             |
| Total                              | 81    | 53                    | 22      | 6                 | 176               | 67            |

## Decisões
| Data                                         | Placar                                        | Competição           | Resultado        |
| -------------------------------------------- | --------------------------------------------- | -------------------- | ---------------- |
| 7 de novembro de 1962 21 de novembro de 1962 | Chile 1 - 1 Argentina · Argentina 1 - 0 Chile | Copa Carlos Dittborn | Argentina campeã |
| 24 de setembro de 1964 14 de outubro de 1964 | Argentina 5 - 0 Chile · Chile 1 - 1 Argentina | Copa Carlos Dittborn | Argentina campeã |
| 14 de julho de 1965 21 de julho de 1965      | Argentina 1 - 0 Chile · Chile 1 - 1 Argentina | Copa Carlos Dittborn | Argentina campeã |
| 27 de novembro de 1968 4 de dezembro de 1968 | Argentina 4 - 0 Chile · Chile 2 - 1 Argentina | Copa Carlos Dittborn | Argentina campeã |
| 21 de julho de 1971 4 de agosto de 1971      | Chile 2 - 2 Argentina · Argentina 1 - 0 Chile | Copa Carlos Dittborn | Argentina campeã |
| 31 de maio de 1972 25 de setembro de 1972    | Chile 3 - 4 Argentina · Argentina 2 - 0 Chile | Copa Carlos Dittborn | Argentina campeã |
| 13 de julho de 1973 18 de julho de 1973      | Argentina 5 - 4 Chile · Chile 3 - 1 Argentina | Copa Carlos Dittborn | Chile campeão    |
| 6 de novembro de 1974 20 de novembro de 1974 | Chile 0 - 2 Argentina · Argentina 1 - 1 Chile | Copa Carlos Dittborn | Argentina campeã |
| 13 de outubro de 1976                        | Argentina 2 - 0 Chile                         | Copa Carlos Dittborn | Argentina campeã |
| 4 de julho de 2015                           | Chile 0(4)-(1)0 Argentina                     | Copa América         | Chile campeão    |
| 26 de junho de 2016                          | Chile 0(4)-(2)0 Argentina                     | Copa América         | Chile campeão    |